# Benjamin Dewar
Benjamin Dewar, né le 30 août 1981 à Royal Oak (États-Unis), est un joueur de basket-ball professionnel franco-américain. Il mesure 1,96 m.

## Université
- 1999 - 2003 :  University of Lakes Superior State (NCAA 2)

## Clubs successifs
- 2003-2004 :  Sjaelland (première division)
- 2004-2005 :  UJAP Quimper (Pro B)
- 2005-2008 :  Entente Orléanaise Loiret (Pro B puis Pro A)
- 2008-2010 :  ASVEL Lyon-Villeurbanne (Pro A)
- 2010-2011 :  Le Mans Sarthe Basket (Pro A)
- 2011-2012 :  CB Lucentum Alicante (Liga ACB)
- 2012-2014 :  Obradoiro CAB (Liga ACB)
- 2014-2015 :  Bàsquet Manresa (Liga ACB)
- 2015-2016 : Raison personnelle
- 2016-2017 :  Cholet Basket

## Palmarès
- Champion de France de Pro B en 2006 avec Orléans
- Champion de France Pro A en 2009 avec l'ASVEL
- Vainqueur de la semaine des As 2010 avec l'ASVEL.